# Пленники в космосе (роман)
«Пленники в космосе» — научно-фантастический роман американского писателя Джозефа Лоуренса Грина. Впервые опубликован в 1960 году. Второй роман научно-фантастического цикла писателя «Диг Аллен. Приключения космического исследователя». Считается лучшим романом цикла.

## Сюжет
Произведение состоит из 22 глав. События романа происходят в XXII веке в Солнечной системе.
Экипаж космического корабля «Старовер» обнаруживает терпящий катастрофу грузовой корабль, на котором слышны чьи-то голоса. На карго никого не обнаружено, но находятся странные машины игрушечного размера и пустые клетки. Юным исследователям удаётся отделить жилой отсек от ядерного двигателя, грозящего взорваться в любой момент, и отбуксировать отсек на орбиту Марса. Исследователи обращаются за советом к матёрому звездолётчику, живущему в трущобах Марсопорта, который подтверждает их догадку об игрушечных машинах. Они возвращаются на карго и хитростью обнаруживают двух крохотных человечков. Чтобы изучить неизвестный язык инопланетян, «Старовер» отправляется на астероид Эрос, где находится специальный лингвистический компьютер. Оказалось, что инопланетяне были захвачены контрабандистами, но, не зная астрономии, они не могут помочь в поисках собственной планеты. По описанию условий жизни учёные догадываются, что это — Меркурий. Прибыв на Меркурий юные исследователи обнаруживают там контрабандистов. В результате невероятных приключений им удаётся захватить главаря и спасти жителей маленькой планеты.

### Особенности сюжета
- Астероид Эрос оказался гигантским космическим кораблём и стал важным научным центром землян.
- Компьютер Langivac, находящийся на Эросе, способен расшифровывать языки и быстро обучить любому языку.
- При описании цивилизации на Меркурии автор придаёт важное значение тому, что планета всегда обращена к Солнцу одной стороной подобно Луне, обращённой одной стороной к Земле. В результате одна сторона планеты — раскалена, а противоположная является ледяной пустыней и в узкой полосе между этими областями существует умеренная зона, благоприятная для жизни. Действительно, долго считалось, что Меркурий повернут к Солнцу одной стороной. Лишь в середине 1960-х годов выяснилось, что это не так.

## Персонажи
Экипаж космического исследовательакого корабля «Старовер»:
- Диг Аллен — член экипажа, сын знаменитого звездолётчика.
- Кен Бэрри — член экипажа.
- Джим Бэрри — член экипажа, брат Кена.

Другие персонажи:
- Раф — владелец кафе в Марсопорте.
- Старый Доркас — мудрый бывший пилот.
- Полковник Мэй — охранник на Марсе.
- Борин, Генанг — инопланетяне.
- Кон Грэгс — владелец лавки в Марсопорте, скупщик краденого.
- Сержант Брул — глава службы безопасности на Эросе.
- Вуди Вестон — работник на Эросе.
- Доктор Вестон — научный сотрудник на Эросе, отец Вуди.
- Мази, Джек — контрабандисты.
- Коромэй — глава компьютерной компании, главарь контрабандистов.